# Ekonomisk förening
En ekonomisk förening är i Sverige en förening vars mål är att främja medlemmarnas ekonomiska intressen genom ekonomisk verksamhet i vilken medlemmarna deltar på något av följande sätt:
1. som konsumenter eller andra förbrukare
2. som leverantörer
3. med egen arbetsinsats
4. genom att begagna föreningens tjänster
5. på annat liknande sätt.

De ekonomiska föreningarna i Sverige motsvaras i Finland av andelslag.

## Lagen
”Lagen (2018:672) om ekonomiska föreningar” trädde i kraft 1 juli 2018 och ersatte den tidigare lagen (1987:667) om ekonomiska föreningar. Lagen kallas ofta för föreningslagen och är den lag som definierar och reglerar ekonomiska föreningar. Syftet med ekonomiska föreningar är att ta tillvara medlemmarnas ekonomiska intressen, det vill säga få ta del av de skalfördelar som gemensamma inköp av egendom, maskiner med mera för med sig.
Enligt lagen måste en ekonomisk förening ha minst tre medlemmar samt en styrelse och vara registrerad hos Bolagsverket.
Medlemmarna är de som innehar ("äger") föreningen, men utan personlig ansvarighet, genom andel eller insats. Medlem kan den fysiska eller juridiska person bli som uppfyller kraven för medlemskap; men det får inte vara diskriminerande (hudfärg, ekonomiska tillgångar, med mera).
Lagen är stam till lagen om bostadsrätter. Äldre så kallade bostadsföreningar lyder under föreningslagen, vilken kompletteras med stadgar.

## Bildande
Bildande och styrning av ekonomiska föreningar regleras i lagen om ekonomiska föreningar.
En ekonomisk förening ska ha minst tre medlemmar. 
Medlemmarna ska anta stadgar samt välja styrelse och revisorer.
En ekonomisk förenings stadgar ska ange:
1. ekonomiska föreningens firma,
2. den ort i Sverige där dess styrelse ska ha sitt säte,
3. ändamålet med ekonomiska föreningens verksamhet och verksamhetens art,
4. den insats med vilken varje medlem ska delta i ekonomiska föreningen, hur insatserna skall fullgöras samt i vad mån en medlem får delta i ekonomiska föreningen med insats utöver vad han är skyldig att delta med,
5. för det fall att regelbundna eller på särskilt beslut om uttaxering beroende avgifter till ekonomiska föreningen ska förekomma, avgifternas belopp eller de högsta belopp till vilka de får bestämmas,
6. antalet eller lägsta och högsta antalet styrelseledamöter och revisorer samt eventuella suppleanter, tiden för deras uppdrag samt, om någon av dem skall utses på annat sätt än som anges i denna lag, hur det i så fall skall ske,
7. för det fall att fullmäktige ska finnas, deras befogenhet, hur de skall utses och tiden för deras uppdrag,
8. inom vilken tid och hur föreningsstämma ska sammankallas samt hur andra meddelanden skall bringas till medlemmarnas eller fullmäktiges kännedom,
9. vilka ärenden som skall förekomma på ordinarie stämma,
10. vilken tid föreningens räkenskapsår ska omfatta,
11. grunderna för fördelning av ekonomiska föreningens vinst samt hur man skall förfara med ekonomiska föreningens behållna tillgångar när den upplöses, samt
12. för det fall att förlagsinsatser eller insatsemission ska förekomma, vad som skall gälla för dessa.

## Utmärkande för ekonomisk förening
För en ekonomisk förening är utmärkande att den uppfyller särskilda villkor i fråga om 
- rätten till medlemskap enligt 4 kap.[5]
- rösträtt utövad vid föreningsstämma enligt 6 kap.[6]
- vinstutdelning enligt 13 kap.[7]

Detta gäller till skillnad mot till exempel en ideell förening där normalt inga vinstintressen förekommer. Ideella föreningar är inte reglerade i lag annat än att det är fritt att bilda föreningar i Sverige. Vid juridiska tvister så associeras ideella föreningar med ekonomiska föreningar och lagen om ekonomiska föreningar tillämpas.

## Registrering för att bli juridisk person
En ekonomisk förening ska för att bli juridisk person registreras hos Bolagsverket, vilket medför att den kan förvärva rättigheter och ikläda sig skyldigheter samt föra talan inför domstolar och andra myndigheter.
En ekonomisk förening ska anmälas för registrering senast sex månader efter det att beslut fattades om att bilda den.

## Ekonomiska förpliktelser
För en ekonomisk förenings förpliktelser svarar endast dess tillgångar. I tillgångarna inräknas insatser och avgifter som har förfallit till betalning, även om de ännu inte har betalts.

## Ledning
En ekonomisk förening ska ha en styrelse med minst tre ledamöter.
Styrelsen svarar för den ekonomiska föreningens organisation och förvaltningen av dess angelägenheter. Verkställande direktören skall ha hand om den löpande förvaltningen enligt de riktlinjer och anvisningar som styrelsen meddelar.
Inom styrelsen skall en av ledamöterna vara ordförande. Styrelsen är beslutsför om mer än hälften av hela antalet styrelseledamöter är närvarande.

## Föreningsstämma
Föreningsmedlemmarnas rätt att besluta i föreningens angelägenheter utövas vid föreningsstämman.
Varje medlem har en röst, om inte annat anges i stadgarna.
Ordinarie föreningsstämma ska hållas inom sex månader efter utgången av varje räkenskapsår.
Vid sådan stämma skall styrelsen lägga fram:
- årsredovisningen och
- revisionsberättelsen samt, i moderförening,
- koncernredovisningen och
- koncernrevisionsberättelsen.

Vid stämman skall beslut fattas:
1. om fastställelse av resultaträkningen och balansräkningen samt, i moderförening, koncernresultaträkningen och koncernbalansräkningen,
2. om dispositioner beträffande vinst eller förlust enligt den fastställda balansräkningen,
3. om ansvarsfrihet åt styrelseledamöterna och verkställande direktören, samt
4. i andra ärenden som ankommer på stämman enligt denna lag eller stadgarna.

## Medlemmar
Medlemmarna ska vara mer eller mindre aktiva själva såsom konsumenter eller producenter, till exempel genom egen arbetsinsats.

## Särskilda former av ekonomiska föreningar
Ekonomiska föreningar är företag. Det går att starta och registrera en ekonomisk förening på mer vardaglig basis, till exempel för stora gemensamma inköp av basvaror.
Särskilda former av ekonomiska föreningar är bostadsrättsförening, kooperativ hyresrättsförening och europakooperativ.
Särskilt inom jord- och skogsbruk har producentkooperativa ekonomiska föreningar varit framgångsrika i Sverige. På jordbrukssidan är till exempel de största mejerierna (till exempel Arla Foods, Skånemejerier och Norrmejerier) och slakterierna (till exempel Swedish Meats) ekonomiska föreningar medan det på skogssidan finns skogsägarföreningar i hela landet.